# Sanrafaelia ruffonammari
Sanrafaelia es un género monotípico de plantas fanerógamas  perteneciente a la familia de las anonáceas que tiene una especie. Su única especie: Sanrafaelia ruffonammari , es nativa de Tanzania. 

## Descripción
Son pequeños árboles que alcanzan un tamaño de 2-8 m de altura; con carpelos, frutos cilíndricos solitarios.

## Ecología
Se encuentran en el bosque siempreverde seco con Cynometra webberi y Scorodophloeus fischeri, a una altitud de 250-270 metros. Conocida por los tipos recogidos en 1986, más material superior en 1998 y 1999, cerca de las plantaciones de cacao (la planta común puede haber estado aquí antes;

## Taxonomía
Sanrafaelia ruffonammari fue descrita por Bernard Verdcourt y publicado en Garcia de Orta, Série de Botânica 13(1): 43–44, t. 1–2. 1996.